# ジャフリーヤ
ジャフリーヤ（中国語: 哲赫林耶, 哲合忍耶; 拼音: Zhéhèlínyē, Zhéhérěnyē）は、18世紀に中国で誕生したイスラーム神秘主義教団。
馬明心によってナクシュバンディーの分派として創始された。蘭州事件や石峰堡起義をはじめ清朝に何度も武装蜂起を繰り返し、清朝政府によって異端として禁止された。中華民国期には異端を解かれ、カーディリーヤ、フフィーヤ、クヴラヴィーヤと合わせて「四大門宦」と呼ばれた。
ジャフリーヤ派、ジャフリーヤ教団との表記も多く見られる。また、同じくナクシュバンディーの分派であるフフィーヤと比較して新教とも呼ばれる。ジャフリーヤとはアラビア語で「高い声」「公開」という意味であり、これはジャフリーヤが修行の際に高い声でズィクルを詠むことに由来し、ここから高念派とも呼ばれる。

## 現況
ジャフリーヤの信者は約60万人である。甘粛、寧夏、青海、雲南、新疆などに分布しているが、中国西北地区に集中している。高 & 樋口 (2006)が新疆でムスリムを対象に行ったインタビューによると、新疆北部には数十万人のジャフリーヤがいるという。また、高 & 樋口 (2007)によると、ジャフリーヤのモスクが宗教学生を養成する事例は少なく、ジャフリーヤに与えられているマッカ巡礼者の枠も少ない。

## 歴史

### ジャフリーヤ誕生前の中国におけるイスラーム神秘主義
中国においてイスラーム神秘主義者は南宋時代にはすでに活動が見られた。14世紀の元朝の時代には広東省のカーザルニー教団をはじめ、神秘主義者の来訪が増加し、それに従って神秘主義の信徒も増加した。その後、明代には神秘主義の思想学説が新疆を通じて中国本土に伝わった。新疆にはイシャーンが誕生し、17世紀にはナクシュバンディーやカーディリーヤが甘粛や寧夏に定着した。

### 創始
ジャフリーヤの創始者である馬明心はマッカとイエメンで16年間イスラームの教理を学ぶとともに、イエメン出身のナクシュバンディーの神秘主義者であるアブド・アル＝ハーリクのもとで神秘主義を学んだ。1745年頃に馬明心は甘粛に戻り、ナクシュバンディーの分派としてはフフィーヤに次ぐ形で神秘主義教団であるジャフリーヤを創始した。当時のムスリムはアマルを行うためのお布施などが負担になっており、お布施を求めなかったジャフリーヤのうわさは広がって甘粛のみならず寧夏や山東、雲南などからも信者が集まるようになった。ジャフリーヤは当初、現在の青海省の循化を拠点としたがそこはすでにフフィーヤが広がっており、紛争の末にジャフリーヤは循化を追われ1761年に河州に進出した。そこでもフフィーヤによって追放され、現在の甘粛省安定県に道堂を建設してそこを拠点とした。

### 蘭州事件から禁教へ

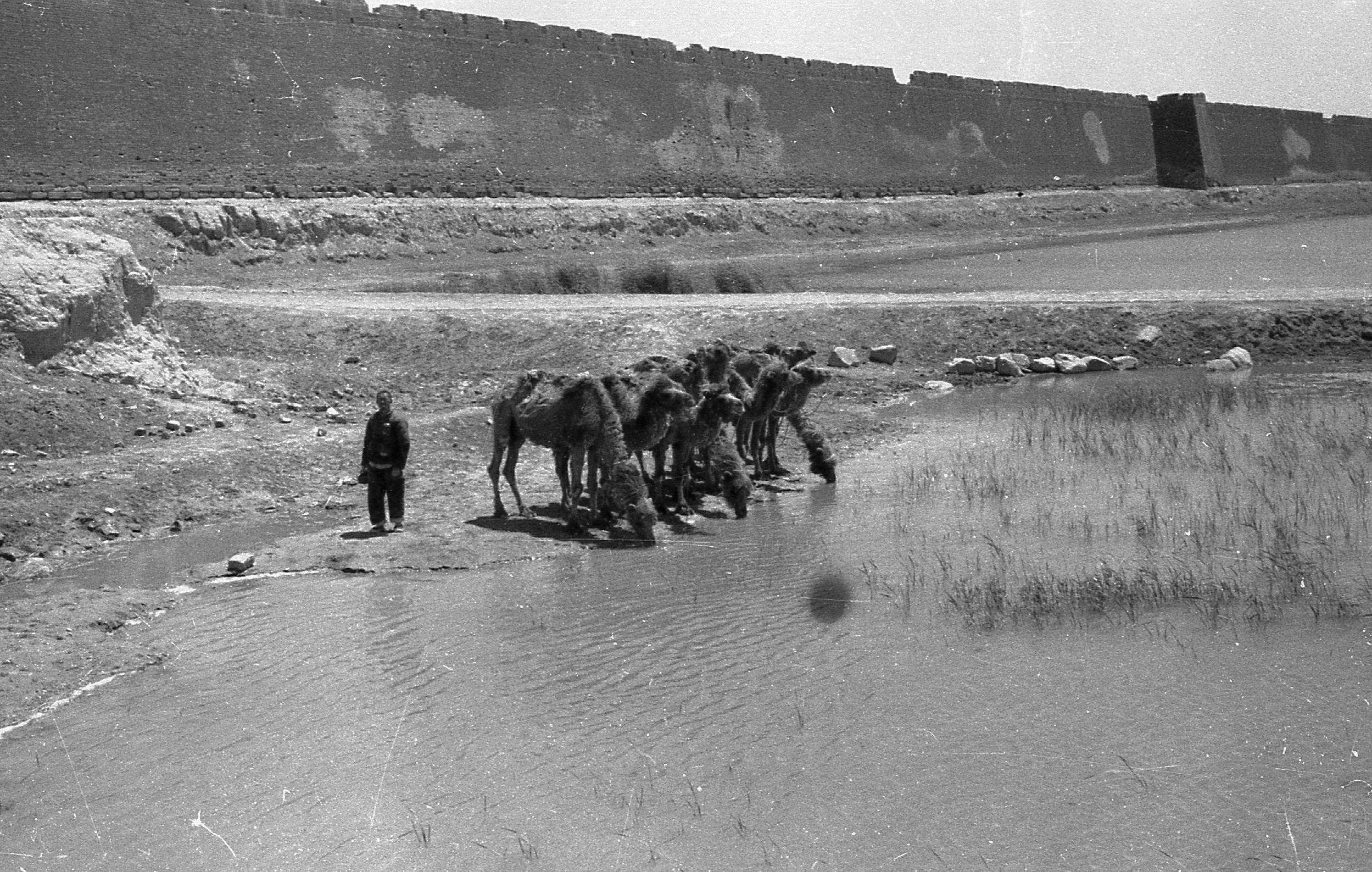
蘭州の城壁。1959年撮影。

かつて馬明心が拠点を置き、その後フフィーヤに追い出された青海ではサラール族の間でジャフリーヤの勢力が拡大していった。1765年、青海のサラール族の村において、葬儀をフフィーヤの儀式で行うかジャフリーヤの儀式で行うかということをめぐって村じゅうで激しい争いが発生し、ついには死者まで出る事態となった。争いは村の中にとどまらずサラール族全域に広がっていった。
1781年3月、馬明心の弟子である蘇四十三らがフフィーヤを殺傷した。フフィーヤはこれを地方政府に訴え、これに応じた河州の長官らは兵をあげてジャフリーヤを捕らえようとしたが返り討ちにあった。地方政府がフフィーヤを支持することを見越した蘇四十三率いるジャフリーヤは反乱を起こし、2、3日の間に循化や河州を奪取した。この騒動のさなか、清朝政府はジャフリーヤの指導者が馬明心であることを知り、甘粛省の会寧で彼を捕らえ、蘭州城へと連行した。馬明心の逮捕の翌日から蘭州は、馬明心の弟子である蘇四十三に率いられたサラール族を中心とするジャフリーヤ反乱軍によって包囲された。ジャフリーヤの攻撃は猛烈を極め、1781年3月27日、官吏は馬明心を城壁に立たせて無事を知らせることで退去させようとしたが、馬明心を見たジャフリーヤは彼の名を叫びながら泣き、その様子を恐れた官吏はその場で馬明心を殺害した。
ジャフリーヤ反乱軍が蘭州を包囲している間に蘭州の総督である勒爾錦によって率いられた政府軍は河州に進軍し、循化では300人のジャフリーヤを捕らえた。その後、勒爾錦はジャフリーヤの退路を断ったうえで蘭州へ向かった。ジャフリーヤの攻撃に対して清朝政府は最新鋭の火器と共に兵糧を蘭州に送り、河南から討伐軍を派遣した。蘭州に集まっていたジャフリーヤ反乱軍は行き場を失って近くの華林山に立てこもった。華林山は断崖絶壁で水泉がなかったうえに、政府軍には実戦経験がないものが多かったためジャフリーヤは有利な状況だった。しかし、河南からの討伐軍が到着すると形勢は逆転し、約1000人のジャフリーヤはおよそ100日間の抵抗を経て全滅した。また、蘭州金城関に集まっていたジャフリーヤの女性500人も全滅した。
華林山を攻撃しているときから乾隆帝はジャフリーヤ反乱軍のしぶとさに怒り、戦闘終結後にはジャフリーヤ根絶を図って「郷約」という役職を創設し回民の監視を行った。また、この反乱にかかわった人物や死亡したジャフリーヤの遺族を全員処刑したうえで祖先の墓を掘り返した。また、政府は他のジャフリーヤを流罪に処し、男は雲南へ、女は西方へと流された。これは雲南と寧夏にジャフリーヤが根付くきっかけとなった。その後、清朝の滅亡までジャフリーヤは禁教とされた。

### 石峰堡起義
蘭州事件後、ジャフリーヤの残党の調査が始まった。ジャフリーヤは全滅したと思われていたが、実際には馬明心の弟子である穆憲章がムルシドの地位を継承していた。彼は拠点を現在の甘粛省の平涼に移した。
蘭州事件から3年後の1784年、ジャフリーヤは田五アホンに率いられ禁教反対を訴えて、後に「石峰堡起義」と呼ばれることとなる反乱を起こした。蜂起したジャフリーヤは馬明心の復讐をでスローガンとして掲げ、反乱は蘭州事件よりも激しいものとなった。戦火は甘粛南部を焼き尽くし、3か月の戦闘の後、7月4日に反乱軍は政府軍の攻撃で全滅した。
この反乱後に処刑されたりして死んだ者は1万人、流罪になった者は5000人に上ったが、全滅させたはずのジャフリーヤが再び反乱を起こしたことに対して乾隆帝の不安は拭えず、郷約によるスパイ活動を徹底させた。清朝は田五の死後に指導者となった、馬明心の弟子であり張夫人の親戚である張文慶を拷問し殺害したものの、彼は第2代ムルシドである穆憲章については最後まで語らなかったため、穆憲章は1812年に死ぬまで30年間ムルシドの地位にあり続けた。
穆憲章の死後、馬明心と穆憲章の弟子であった馬達天が第3代ムルシドに就任した。馬達天は拠点を自らの出生地である霊州に移して秘密裏に勢力を伸ばした。この頃にはジャフリーヤへの弾圧は軽くなっており、馬達天は教徒が道堂を作りたいと申し出たさいにも当初は許可しなかったものの、教徒の熱心さに折れて建設を認めた。しかし建設後、官憲が取り調べに入り馬達天は逮捕された。役人は馬達天がムルシドであることを知らぬまま現在の黒竜江省のチチハルに流罪とし、馬達天はそこへ向かう旅路で死去したが、そのほかの一行はたどり着いて黒竜江にジャフリーヤを根付かせた。現代においてもジャフリーヤは馬明心を記念するために頬の髭を剃るが、その習慣は馬達天のときから開始されたとされている。
馬達天は黒竜江へ向かう途中に監獄で秘かにムルシドの地位を息子の馬以徳に継承した。清朝による弾圧はゆるんで神秘主義的な儀礼を行うことも可能になっていたため、馬以徳はジャフリーヤの儀式を復活させるなど勢力復興に努めた。彼がムルシドの地位にあったおよそ30年間でジャフリーヤは数十万の勢力にまで回復した。彼は1849年に死去し、ムルシドの地位は息子の馬化龍が継承した。

### 同治回民起義

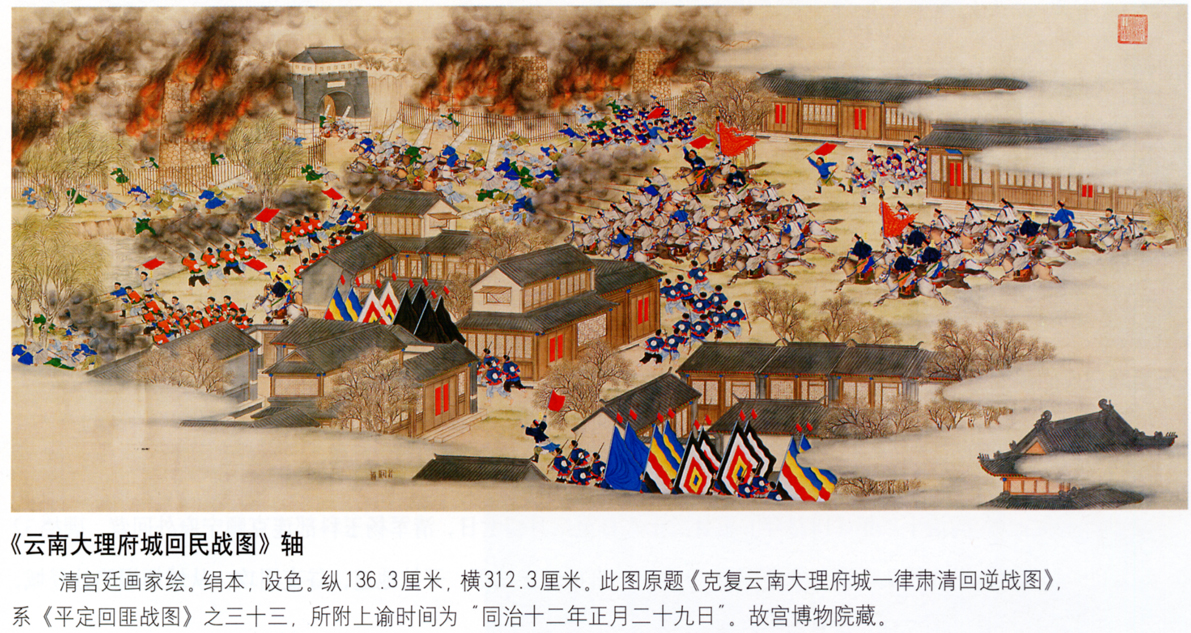
大理の戦い。故宮博物院所蔵。

1855年、鉱山の利権をめぐる回族と漢族の対立をきっかけとして雲南回民起義が始まった。杜文秀に率いられたこの反乱には雲南地方のジャフリーヤも参加した。杜文秀の反乱軍は大理を占領し、一時は自治政権を樹立したもののヨーロッパの新式の武器を用いた清朝政府軍に押され、1871年、馬明心の孫である馬聖麟を首領とするジャフリーヤは雲南の東溝で政府軍に包囲され、3年半の抗戦の後に全滅した。
また、1862年、陝西の回民は太平天国が陝西に入るとともに清朝に対して武装蜂起したが、陝西の回民軍は敗北を続けていた。これに対し1868年、寧夏のジャフリーヤは回民軍の要請に応じて董志原で包囲されていた回民軍にラクダ1500頭を用いて食糧支援を行った。1869年、ジャフリーヤは金積堡で回民軍と共に戦ったが敗れ、1870年に馬化龍はジャフリーヤの教えを生き残らせるために窪上というアホンを甘粛へと送ったのち清朝政府軍に投降、その後56日間の虐待を受けた後に八つ裂きにされて1871年1月31日に死亡した。馬化龍の首は腐敗を防ぐため漆で塗られ、10年間にわたって見せしめのために晒された。
馬化龍の家族や300人近い親戚はみな、成年男子は処刑、女子は流罪、反乱時に10歳未満だった男児は11歳になった時点で宮刑に処し、その後奴隷として地方に送るという刑罰を処された。馬化龍の2人の孫である馬進城と馬進西は反乱時にそれぞれ7歳と4歳であったため処刑は免れたが、そのうち兄の馬進城は、宮刑を避けようとするジャフリーヤの努力も叶わず宮刑を受け、現在の河南省開封市で満州人の役人のもとで奴隷として務めて、秘かにジャフリーヤの観察下に置かれるなか25歳または27歳で死去した。もう1人の孫である馬進西は、宮刑を受けるために、監禁されていた西安から北京に連行されているところを山西省でジャフリーヤによって救出された。彼は指名手配を受けたがジャフリーヤは彼をかくまい続け、ついに清朝の滅亡まで逮捕されることはなかった。馬進城と馬進西はともに第6代ムルシドとされている。
馬聖麟の息子であり後に第7代ムルシドに就任する馬元章は雲南回民起義に参加し、東溝が陥落する直前に地下道を使って脱出し、その後は中国各地に散らばった馬化龍の親族の情報を集めていた。張家川で宗教活動を開始した。この時ジャフリーヤは10年にわたって晒されていた馬化龍の首を取り戻し、危険を覚悟して彼のゴンバイを建設した。馬進西は馬元章とは別に道堂を建設し、ここにジャフリーヤは馬進西を第7代ムルシドとする「板橋門宦」と馬元章を第7代ムルシドとする「沙溝門宦」の2派に分裂した。しかし教義や儀式は全く同じである。

### 中華民国期

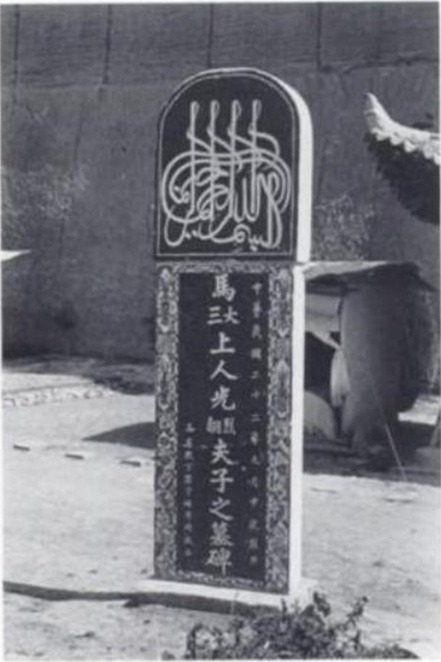
馬元章とその息子の墓。民国期撮影。

清朝が滅亡して中華民国が成立すると、ジャフリーヤは反清であったという理由で130年にわたる禁教を解かれた。1911年に沙溝門宦の第7代ムルシドとなった馬元章は、1919年に馬明心の殉教地である蘭州へ向かった。政府軍の護衛を受けて蘭州へ到着した馬元章一行は官吏に出迎えられ、蘭州へ入ったジャフリーヤは馬明心のゴンバイを建立した。その後1920年に馬元章は海原大地震で死亡し、沙溝門宦の第8代ムルシドには馬震武が就任した。
1939年、寧夏南部で国民党の役人がイスラームを侮辱する事件が起こり、馬国瑞を首領としてジャフリーヤが蜂起した。反乱は3年余り続いたがジャフリーヤは敗れ、一部は共産党の支配地域に逃れた。毛沢東はジャフリーヤの反乱軍と面会し、ジャフリーヤが圧迫された階級であり、この反乱も階級闘争であるとしてこれを歓迎した。ジャフリーヤに対し毛沢東は次のように語ったとされる。
| 「              | 以前、あなたたちはいろいろな戦いを通じても、勝利することができなかった。私たちにあなたたちを助けさせてください。 | 」 |
| —毛沢東（より） | |    |

### 現在まで
沙溝門宦の第8代ムルシドである馬震武は、中華人民共和国が成立した1949年以来、ムルシドとしての影響力を見込まれて様々な公職が与えられていた。しかし、1958年8月、反右派闘争を始めた中国共産党は馬震武の批判を行い、彼を「極右分子」として認定した。1958年10月17日付の『人民日報』は社説において、馬震武は日中戦争時に日本と協力して西北に「清真国」という独立国建設を画策し、また、国民党と結託して人民解放軍による解放を阻止しようとした上に、共産党政権を転覆させようと反乱をもくろんで寧夏に回族共和国を作ろうとしたという罪状をでっち上げた。そして、中華人民共和国政府は馬震武は全ての肩書を剥奪した。また、数百人におよぶジャフリーヤのアホンをほとんど例外なく逮捕した。文化大革命が進んでいた1969年には宗教行事を行ったジャフリーヤの行いが反乱とみなされ17人が殺害された。このとき馬震武の墓も掘り返され、石油をかけて燃やされた。しかし、馬震武の遺体は信者にひそかに保存されていた。馬震武の死後、彼の息子である馬孫烈が沙溝門宦の第9代ムルシドとなった。
馬明心のゴンバイも反右派闘争時に破壊され、その後はずっと更地であったが、1980年代より蘭州で始まった都市開発によってビルが建設されようとした。1983年、何百人ものジャフリーヤが布団と食べ物を持って蘭州へ向かい、馬明心のゴンバイがあったところを白い布で覆った。ジャフリーヤの数は増え続け、翌年とうとう政府は国家宗教事務管理局の副局長や甘粛省の民族事務委員会などをしてジャフリーヤの代表との交渉を開始した。交渉の末、馬明心のゴンバイがあった土地はジャフリーヤに返還され、1985年3月27日、人民解放軍に包囲されながら何万人ものジャフリーヤが馬明心のゴンバイを再建した。また、これ以降中国各地ではイスラームのみならず仏教やキリスト教の宗教建築や宗教財産が認められるようになった。
1992年には寧夏南部の教団内部で些細な問題が起こったが、中国政府は一部の信徒をそそのかして事態を悪化させ100人以上の死傷者を出す内紛を起こし、軍が出動して鎮圧を行い多数の死者を出した。第9代ムルシドの馬烈孫はこの事件に関わりがあったとして地方裁判所に監禁され、14年から15年間政治権利を剥奪されるという判決を受けた。

## ムルシドの系図
|  |  |  |  |  |  |  |  |  |  |         |         |         |         | 馬明心1 |         |  |  |         |         |         |         |         |         |  |  |  |  |  |  |  |  |  |  |  |  |  |  |  |  |
|  |  |  |  |  |  |  |  |  |  |         |         |         |         |         |         |  |  |         |         |         |         |         |         |  |  |  |  |  |  |  |  |  |  |  |  |  |  |  |  |
|  |  |  |  |  |  |  |  |  |  |         |         |         |         | 穆憲章2 |         |  |  |         |         |         |         |         |         |  |  |  |  |  |  |  |  |  |  |  |  |  |  |  |  |
|  |  |  |  |  |  |  |  |  |  |         |         |         |         |         |         |  |  |         |         |         |         |         |         |  |  |  |  |  |  |  |  |  |  |  |  |  |  |  |  |
|  |  |  |  |  |  |  |  |  |  |         |         |         |         | 馬達天3 |         |  |  |         |         |         |         |         |         |  |  |  |  |  |  |  |  |  |  |  |  |  |  |  |  |
|  |  |  |  |  |  |  |  |  |  |         |         |         |         |         |         |  |  |         |         |         |         |         |         |  |  |  |  |  |  |  |  |  |  |  |  |  |  |  |  |
|  |  |  |  |  |  |  |  |  |  |         |         |         |         | 馬以徳4 |         |  |  |         |         |         |         |         |         |  |  |  |  |  |  |  |  |  |  |  |  |  |  |  |  |
|  |  |  |  |  |  |  |  |  |  |         |         |         |         |         |         |  |  |         |         |         |         |         |         |  |  |  |  |  |  |  |  |  |  |  |  |  |  |  |  |
|  |  |  |  |  |  |  |  |  |  |         |         |         |         | 馬化龍5 |         |  |  |         |         |         |         |         |         |  |  |  |  |  |  |  |  |  |  |  |  |  |  |  |  |
|  |  |  |  |  |  |  |  |  |  |         |         |         |         |         |         |  |  |         |         |         |         |         |         |  |  |  |  |  |  |  |  |  |  |  |  |  |  |  |  |
|  |  |  |  |  |  |  |  |  |  |         |         |         |         |         |         |  |  |         |         |         |         |         |         |  |  |  |  |  |  |  |  |  |  |  |  |  |  |  |  |
|  |  |  |  |  |  |  |  |  |  | 馬進城6 | 馬進城6 | 馬進城6 | 馬進城6 | 馬進城6 | 馬進城6 |  |  | 馬進西6 | 馬進西6 | 馬進西6 | 馬進西6 | 馬進西6 | 馬進西6 |  |  |  |  |  |  |  |  |  |  |  |  |  |  |  |  |
|  |  |  |  |  |  |  |  |  |  | 馬進城6 | 馬進城6 | 馬進城6 | 馬進城6 | 馬進城6 | 馬進城6 |  |  | 馬進西6 | 馬進西6 | 馬進西6 | 馬進西6 | 馬進西6 | 馬進西6 |  |  |  |  |  |  |  |  |  |  |  |  |  |  |  |  |
|  |  |  |  |  |  |  |  |  |  | 馬元璋  | 馬元璋  | 馬元璋  | 馬元璋  | 馬元璋  | 馬元璋  |  |  | 馬騰霭  | 馬騰霭  | 馬騰霭  | 馬騰霭  | 馬騰霭  | 馬騰霭  |  |  |  |  |  |  |  |  |  |  |  |  |  |  |  |  |
|  |  |  |  |  |  |  |  |  |  | 馬元璋  | 馬元璋  | 馬元璋  | 馬元璋  | 馬元璋  | 馬元璋  |  |  | 馬騰霭  | 馬騰霭  | 馬騰霭  | 馬騰霭  | 馬騰霭  | 馬騰霭  |  |  |  |  |  |  |  |  |  |  |  |  |  |  |  |  |
|  |  |  |  |  |  |  |  |  |  | 馬震武  |         |         |         |         |         |  |  |         |         |         |         |         |         |  |  |  |  |  |  |  |  |  |  |  |  |  |  |  |  |
|  |  |  |  |  |  |  |  |  |  |         |         |         |         |         |         |  |  |         |         |         |         |         |         |  |  |  |  |  |  |  |  |  |  |  |  |  |  |  |  |
|  |  |  |  |  |  |  |  |  |  | 馬孫烈  |         |         |         |         |         |  |  |         |         |         |         |         |         |  |  |  |  |  |  |  |  |  |  |  |  |  |  |  |  |

## 教義

### 思想
第7代ムルシドである馬明章の命令によって彼の弟子である馬学智1933年に記した『哲罕耶道統傳』（ジャフリーヤの道統の説明のための最小の論稿）によると、修行者は完全な神秘主義の教導によって神に近づいて「神の友」となるとしている。
下記する『ラシュフ』にも神人合一境にはいったスーフィーに神性が宿ることを示唆する逸話が残っている。

### 礼拝
ジャフリーヤは礼拝時間を知らせる際、拍子木を叩き、暗号を用いて礼拝時間を知らせる。ジャフリーヤはこれをペルシア語で「招くこと」を意味する「バンク」と呼んでいる。この風習は馬達天の時代まで遡り、ジャフリーヤが禁教だったためにアザーンが出来なかったことに由来する。
ジャフリーヤは儀礼を簡単にするべきとの立場をとっており、マッカ巡礼よりも信徒の信仰心を重視したり、金曜礼拝の礼拝回数も16回から10回に簡略化した。また、ジャフリーヤはズィクルの際に、フフィーヤが低い声で行うのに対して高い声で行う。このように高い声で祈禱文などを詠むことが、この教団がアラビア語で「高い声」を意味するジャフリーヤと呼ばれる所以である。ジャフリーヤは礼拝の際に「神は偉大なり」（アッラーフ・アクバル）という言葉を56回繰り返す。これは19世紀末の回民起義の際に清朝に投降した第5代ムルシドの馬化龍が56日間にわたり虐待されていたことに由来する。

### 祭事
馬明心の妻である張夫人が死去した日には墓祭りが行われる。

## ラシュフ
ラシュフ（熱什哈爾）とはジャフリーヤの歴史書であり、重要典籍のひとつである。ラシュフとはアラビア語で「汗が流れる」「水が染みわたる」という意味である。ラシュフは乾隆帝の治世にジャフリーヤが弾圧された後、嘉慶から道光の年代にかかれた書物であり、前半はアラビア語、後半はペルシア語から成っている。この本は印刷されることはなく、ジャフリーヤの間で伝え続けられたものである。著者は馬姓を持つものであるということは判明しているが本名は分かっておらず、唯一分かっているのはイスラーム名のアブドゥル・ラフマーン・アブドゥル・カーディルという名前で、通称「関里爺」と呼ばれている。ラシュフはこの本の冒頭に「ラシャハ」という言葉が用いられているため「ラシュフ」と呼ばれているが、明確な書名は存在しない。内容としては馬明心の奇跡と伝授の歴史や第2代の指導者についてのことであり、前者はアラビア語で記されていものの後者はペルシア語で記されており、これによって第2代の指導者は長いこと清朝政府に見つかることはなかった。また、田舎のアホンの宗教活動や生活の実況が記されている。文体としては西アジアの神秘主義の影響が見られるが、中国西北部で見られる力強い方言と素朴な表現で記されている。現代に至るとジャフリーヤのモスクではラシュフの校正や注釈、そのほか宗教書の研究がすすめられた。ラシュフは1998年からジャフリーヤの若いアホンらによって翻訳され始め、1990年には漢訳が完成した。